# Bosara
Bosara là một chi bướm đêm thuộc họ Geometridae.

## Các loài
- Bosara agassizi  Galsworthy, 2002
- Bosara albitornalis  (L.B. Prout, 1958)
- Bosara atypha  (Prout, 1958)
- Bosara brevipecten Holloway, 1997
- Bosara bursacristata Holloway, 1997
- Bosara bursalobata Holloway, 1997
- Bosara callinda  (Holloway, 1979)
- Bosara catabares  (Prout, 1958)
- Bosara cuneativenis  (Prout, 1958)
- Bosara dilatata  Walker, 1866
- Bosara emarginaria  (Hampson, 1893)
- Bosara epilopha  (Turner, 1907)
- Bosara errabunda  (L.B. Prout, 1958)
- Bosara exortiva  (L.B. Prout, 1958)
- Bosara festivata  (Warren, 1903)
- Bosara janae  Galsworthy, 1999
- Bosara kadooriensis  Galsworthy, 2002
- Bosara linda  (Robinson, 1975)
- Bosara longipecten Holloway, 1997
- Bosara maculilinea  (Warren, 1898)
- Bosara maior  Galsworthy, 2002
- Bosara minima  (Warren, 1897)
- Bosara modesta  (Warren, 1893)
- Bosara montana  Orhant, 2003
- Bosara phoenicophaes  (Prout, 1958)
- Bosara pygmaeica  (Prout, 1958)
- Bosara reductata Holloway, 1997
- Bosara refusaria  (Walker, 1861)
- Bosara subrobusta  (Inoue, 1988)
- Bosara torquibursa  Galsworthy, 2002